# Feliks Potocki (1779–1811)
Feliks Potocki herbu Pilawa (ur. 31 sierpnia 1777, zm. 27 lutego 1811 w Księstwie Warszawskim) – pułkownik Pułku 4 Piechoty Księstwa Warszawskiego.
Był synem Franciszka Piotra i Krystyny Potockiej. Był członkiem loży masońskiej Świątyni Izys w 1811 roku. W 1810 roku przygotowywał plan spisku republikańskiego w Księstwie Warszawskim, którego celem było obalenie rządów napoleońskich, wywołanie powstania narodowego we wszystkich trzech zaborach, wezwanie Tadeusza Kościuszki na wodza oraz samodzielna odbudowa Polski w granicach przedrozbiorowych.